# Ted (Name)
Ted ist ein männlicher englischer Vorname, meist als Kurzform der Vornamen Edward, Edwin oder Theodore, oft auch als Koseform „Teddy“.

## Namensträger

### Ted
- Ted Allen (* 1965), US-amerikanischer Autor und Fernsehmoderator
- Ted Binion (1943–1998), US-amerikanischer Unternehmer und Glücksspieler
- Ted Bundy (1946–1989), US-amerikanischer Serienmörder
- Ted Butterman (1935–2022), US-amerikanischer Jazzmusiker
- Ted Casher (1937–2023), US-amerikanischer Jazzmusiker und Hochschullehrer
- Ted Cruz (* 1970), US-amerikanischer Politiker
- Ted Daniel (* 1943), US-amerikanischer Jazz-Trompeter und Hornist
- Ted Danson (* 1947), US-amerikanischer Schauspieler
- Ted DiBiase (* 1954), US-amerikanischer ehemaliger Wrestler
- Ted DiBiase junior (* 1982), US-amerikanischer Wrestler
- Ted Efantis (1929–2018), US-amerikanischer Jazzmusiker
- Ted Gärdestad (1956–1997), schwedischer Musiker und Komponist
- Ted Gaier (* 1964), deutscher Musiker
- Ted Haggard (* 1956), US-amerikanischer evangelikaler ehemaliger Prediger
- Ted Herold (1942–2021), deutscher Sänger
- Ted Hughes (1930–1998), englischer Dichter und Schriftsteller
- Edward „Ted“ Kennedy (1932–2009), US-amerikanischer Politiker
- Ted Lapidus (1929–2008), französischer Modeschöpfer
- Ted Levine (* 1957), US-amerikanischer Film- und Fernsehschauspieler
- Ted Ligety (* 1984), US-amerikanischer Skirennläufer
- Ted Lindsay (1925–2019), kanadischer Eishockeyspieler und -trainer
- Ted McGinley (* 1958), US-amerikanischer Schauspieler
- Ted Mellors (1907–1946), britischer Motorradrennfahrer
- Ted Nugent (* 1948), US-amerikanischer Rockmusiker
- Ted Raimi (* 1965), US-amerikanischer Schauspieler und Drehbuchautor
- Ted Rosenthal (* 1959), US-amerikanischer Jazzpianist und Komponist
- Ted Skjellum (* 1972), norwegischer Musiker
- Ted Turner (* 1938), US-amerikanischer Medienunternehmer, Gründer des Nachrichtensenders CNN
- Ted Turner (* 1950), britischer Gitarrist und Gründungsmitglied der Rockband Wishbone Ash

### Teddy
- Teddy Brannon (1916–1989), US-amerikanischer Jazz- und R&B-Pianist
- Teddy Bridgewater (* 1992), US-amerikanischer American-Football-Spieler
- „Big Boy“ Teddy Edwards, US-amerikanischer Bluesmusiker
- Teddy Harris (1934–2005), US-amerikanischer Jazzpianist und Arrangeur
- Teddy Kollek (1911–2007), israelischer Politiker
- Teddy Leifer, britischer Filmproduzent
- Teddy Martin (1922–2019), französischer Jazzmusiker
- Teddy Parker (1938–2021), deutscher Sänger und Rundfunkmoderator
- Teddy Redell (* 1937), US-amerikanischer Musiker
- Teddy Riley (* 1967), US-amerikanischer Singer-Songwriter und Musikproduzent
- Teddy Scholten (1926–2010), niederländische Sängerin
- Teddy Sheringham (* 1966), englischer Fußballspieler
- Teddy Stauffer (1909–1991), Schweizer Jazzmusiker und Bandleader
- Teddy Tamgho (* 1989), französischer Leichtathlet
- Teddy Wilson (1912–1986), US-amerikanischer Jazz-Pianist und Bandleader

In Österreich ist Teddy die Koseform des Vornamens Thaddäus oder Theodor. Siehe z. B. Teddy Podgorski oder den in Wien aufgewachsenen israelischen Politiker Teddy Kollek.